# Provincia Aïn Defla
Provincia Aïn Defla (în arabă ولاية عين الدفلى) este o unitate administrativă de gradul I (wilaya) a Algeriei. Reședința sa este orașul Aïn Defla.